# Речни монитор класе Темеш
Речни монитори класе Темеш изграђени су за Аустроугарску морнарицу током 1903-1904 године. Изграђена су два монитора Темеш-класе: СМС Темес и СМС Бодрог (касније преименован у Сава). Основа за развој монитора Темеш-класе су монитори Кереш-класе. Монитори Темеш-класе били су веома успешни бродови за то доба.
Монитори СМС Темес и СМС Бодрог уведени су састав Аустроугарске Дунавска флотиле.
Почетком Првoг светскoг ратa учествовали су у борбама на Дунаву и Сави током напада Немачке на Србију.
СМС Темес је 23.10.1914 у Шапцу на реци Сави наишао на мину и потопљен је. Извађен је са дна у јуну 1916. одвучен је у Будимпешту на поправку. Након поправке и реконструкције поново је уведен у службу у јулу 1917. године
СМС Бодрог и СМС Темес су током Првoг светскoг ратa учествовали су у борбама од Београда до Црног мора. 1918. године уврштени су у састав такозваног Црноморског одреда. Бродови су преживели Први светски рат.
Монитор СМС Бодрог, касније југословенски Mонитор Сава, представља раритет светских размера, као једини преостали брод из групе речних монитора са којих је извршен први артиљеријски удар у Првом светском рату на Београд и који је један од десет пловила тог типа на свету.

## Речни монитори Темеш-класе
| Брод       | Број градње | Бродоградилиште                   | Положена кобилица | ПорБодрогуће   | Уведен у службу | Судбина                                                      |
| ---------- | ----------- | --------------------------------- | ----------------- | -------------- | --------------- | ------------------------------------------------------------ |
| СМС Темес  | 902         | Данубиус-Шонихен-Хартман, Ујпешт, | јануар 1903.      | 26. март 1904. | новембар 1904.  | У Југославију 12.1918, Дрина, у Румунију 15.04.1920, Ардеал. |
| СМС Бодрог | 903         | Данубиус-Шонихен-Хартман, Ујпешт  | фебруар 1903.     | 12. март 1904. | август 1904.    | У Југославију 04.1920, Сава                                  |

## Опис и конструкција

### Опис
Речни монитори Темеш-класе, изграђени су за аустроугарску морнарицу и були су у саставу Аустроугарске речне флотиле у периоду од 1904. до 1918. године.

### Конструкција
Главне димензије речних монитора Темеш-класе су: депласман 442 тона, дужина 57,7 метра, ширина 9,5 метара и газ 1,20 метра.
Оклоп: бок 40 мм, палуба 25 мм, Командни мост 75 мм.
- Посада СМС Темеша се састојала од: 89 особа. [4]
- Посада СМС Бодрога се састојала од: 86 особа. [4]

### Погон брода
Погон речних монитора Темеш-класе се састојао од две парне машине троструке експанзије, од којих је свака имала по 700 КС и покретала по једну пропелерску осовину са пропелером.
Пару су обезбеђивала два котла са водо грејним цевима типа Јароу.

Укупна инсталисана снага износила је 1.400 КС. Максимална брзина му је била 13 чворова (24 км/ч). Акциони радијус је износио 962 километара при брзини од 9,5 чворова.

### Наоружање
Главно наоружање речних монитора Темеш-класе
| Врста оруђа          | Број цеви  | Број оруђа | Дужина цеви | Домет | Граната у минути | Дебљина куполе |
| -------------------- | ---------- | ---------- | ----------- | ----- | ---------------- | -------------- |
| Бродски топ 120      | једноцевни | 2          | 35 калибара | -     | 33               | -              |
| Хаубоца 120          | једноцевни | 1          | 10 калибара | -     | 8                | -              |
| Бродски ПА топ 37/42 | једноцевни | 2          | -           | -     | 42               | -              |
| Митраљез 8/80        | једноцевни | 3          | -           | -     | 80               | -              |

## Каријера

### СМС Темеш
СМС Темеш био је речни монитора класе Темеш. Изграђен за Аустроугарску морнарицу. Уведен је у службу новембар 1904. године. Брод је био у саставу Дунавске флотиле и борио почетком Првог светског рата. Темеш је 23.10.1914 у Шапцу на реци Сави наишао на мину и потопљен. Извађен је са дна у јуну 1916. одвучен је у Будимпешту на поправку.

#### Реконструкције СМС Темеш-а
Након поправке и реконструкције, СМС Темеш је поново пуштен у рад у јулу 1917 са следећим подацима:

#### Конструкција
Главне димензије речних монитора Темеш-класе су: депласман 470 тона, дужина 60,3 метра, ширина 9,5 метара и газ 1,20 метра.
Оклоп: бок 40 мм, палуба 25 мм, Командни мост 75 мм.
- Посада СМС Темеша се састојала од: 89 особа. [4]

#### Погон брода
Погон речних монитора Темеш-класе се састојао од две парне машине троструке експанзије, од којих је свака имала по 750 КС и покретала по једну пропелерску осовину са пропелером.
Пару су обезбеђивала два котла са водо грејним цевима типа Јароу. 
Укупна инсталисана снага износила је 1.500 КС. Максимална брзина му је била 14,5 чворова (26,8 км/ч).

#### Наоружање
| Врста оруђа       | Број цеви  | Број оруђа | Дужина цеви | Домет | Граната у минути | Дебљина куполе |
| ----------------- | ---------- | ---------- | ----------- | ----- | ---------------- | -------------- |
| Бродски топ 120   | једноцевни | 2          | 35 калибара | -     | 33               |                |
| Бродски ПА топ 90 | једноцевни | 2          | 45 калибара | -     | 42               | -              |
| Бродски ПА топ 40 | једноцевни | 2          | 44 калибара | -     | 40               | -              |
| Митраљез 8/80     | једноцевни | 2          | -           | -     | 80               | -              |

Резултат поделе аустроугарске флоте од 15.04.1920 била је да је Дрина (бивши СМС Темеш) пребачен у Румунију и преименован у Ардеал.

### СМС Бодрог
СМС Бодрог био је речни монитора Темеш-класе. Изграђен за Аустроугарску морнарицу. Уведен је у службу октобра 1904. године. Брод је био у саставу Дунавске флотиле и борио се током Првог светског рата против разних савезничких снага на Дунаву од Београда до Црног мора.
Бодрог се 31.10.1918. насукао је на обалу код Вишњице где га је заробила Српска војска и уведен је у састав југословенске речне флотиле.
Резултат поделе аустроугарске флоте 15/4/2020 била је да је СМС Бодрог званично пребачен у Југославију и преименована у Саву. Брод је рестауриран, претворен у брод-музеј, и званично отворен за посетиоце 2021. године.

## Галерија
- Аустроугарски монитор Бодрог на сави 1914.
- Аустроугарски монитор Темеш, модел скала 1:33, Музеј војне историје Беч.